# Фармакофор

Приклад фармакофорної моделі.

Фармакофор (англ. pharmacophore) — у біохімії та комбінаторній хімії — сукупність стеричних та електронних особливостей сполук, які є необхідними для того, щоб забезпечити їх оптимальні супрамолекулярні взаємодії зі специфічною біологічною ціллю і тим самим заблокувати чи запустити її біологічну відповідь (реакцію). Це не є реальна молекула чи набір функційних груп, а абстрактне поняття, що стосується здатності групи речовин взаємодіяти з певною цільовою структурою.
У медичній хімії — фармакофор — тривимірна атомна структура, що відповідає фармакологічно активній складовій частині молекул лікарських речовин.